# Lipoaspiração do monte de vênus
A lipoaspiração do monte de vênus ou lipoescultura do monte de vênus é um procedimento cirúrgico, onde o cirurgião retira tecido gorduroso do monte púbico feminino, e mais raramente do masculino. A cirurgia é realizada com anestésicos locais, sedação ou injeção epidural. Geralmente são realizadas aproximadamente três incisões limitadas a 1 cm cada, para aspirar a gordura com seringas especiais (cânulas) de pequeno calibre.

## Características do local da cirurgia
A região anatômica do monte de vênus é acima da púbis, área onde crescem pêlos púbicos acima do órgão sexual da mulher. Em algumas moças, esta parte do corpo torna-se proeminente devido à gordura, causando um efeito abaulado, perceptível muitas vezes por cima da roupa utilizada.

## Pós-operatório
Devido a região ser altamente vascularizada e sensível, após esta cirurgia, a área fica edematosa e arroxeada. Relações sexuais devem ser evitadas pelo menos por três semanas. A dor pode ser tratada utilizando-se analgésicos comuns. A alta da paciente é de cerca de 12 a 24 horas após a cirurgia.